# Muleque Té Doido 2: A Lenda de Dom Sebastião
Muleque Té Doido 2: A Lenda de Dom Sebastião é um longa metragem brasileiro de comédia dirigido por Erlanes Duarte É o segundo filme da franquia "Muleque Té Doido". Dessa vez superando o primeiro filme, com 37 879 espectadores, se tornando o filme mais visto em toda história do cinema maranhense. Outra vez o filme aborda histórias e lendas locais, nessa sequência temos uma famosa lenda maranhense: a do rei de Portugal Dom Sebastião.

## Sinopse
Uma nova lenda surge, a de Dom Sebastião, é revelada e conta a história do rei de Portugal que se transformou em um grande touro negro com uma estrela dourada na testa. O touro está assombrando uma pequena comunidade de pescadores que habita a Ilha dos Lençóis e a representante desse povo é a corajosa Luna. (Maria Itskovich) Ela vai à São Luís, em busca da ajuda de Erlanes (Erlanes Duarte) e seus amigos. Luna acredita que sejam eles, os guardiões dos três cristais do poder. Esses cristais sagrados são capazes de destruir o touro encantado que atormenta seu povo e novamente o grupo tem que salvar a pequena vila.

## Exibição na TV
O filme foi exibido no Supercine pela TV Mirante, afliada Rede Globo, no dia 26 de Janeiro de 2019, depois do Altas Horas. Com Audiodescrição para os Deficientes Visuais. Pela primeira vez na história, um filme maranhense é exibido em TV aberta.

## Elenco
| Ator/Atriz      | Personagem |
| --------------- | ---------- |
| Erlanes Duarte  | Erlanes    |
| Júnior André    | Guida      |
| Nikima El Mago  | Nikima     |
| Marcos Santos   | Sorriso    |
| Maria Itskovich | Luna       |